# Васильєва Валентина Борисівна
Валентина Борисівна Васильєва (* 8 лютого 1949, м. Кривий Ріг, Дніпропетровська область, УРСР) — оперна співачка (меццо-сопрано). Народна артистка України (1999). Закінчила Дніпропетровське музичне училище (1972; кл. С. Венедиктової), Київську консерваторію (1978; кл. Г. Сухорукової). Від 1979 — солістка Одеського оперного театру.
Партії: Одарка («Запорожець за Дунаєм» С. Гулака-Артемовського), Мати («Катерина» М. Аркаса), Графиня, Ольга, Марта («Пікова дама», «Євгеній Онєгін», «Іоланта» П. Чайковського), Шинкарка, Марфа («Борис Годунов», «Хованщина» М. Мусоргського), Кончаківна («Князь Ігор» О. Бородіна), Любаша («Царева наречена» М. Римського-Корсакова), Амнеріс, Азучена, Емілія («Аїда», «Трубадур», «Отел- ло» Дж. Верді), Кармен (одноймен. опера Ж. Бізе), Фідальма («Таємний шлюб» Д. Чімарози), Люція («Сільська честь» П. Масканьї).